# فلری (دهانه)
فلری یک دهانه برخوردی در ماه‌ است.